# Porfiriti
Le porfiriti sono rocce della famiglia delle dioriti per composizione chimica e mineralogica paragonabili alle dioriti stesse, ma in giacitura filoniana e per lo più a struttura porfirica.
Nelle porfiriti i fenocristalli sono costituiti da plagioclasio, anfibolo e biotite, mentre la massa di fondo è microcristallina, e contiene gli stessi minerali ed eventualmente del quarzo  dell'ortose in concrescimento micropegmatitico.
Il colore della roccia di fondo è grigio-verde o anche rossastro e si trova in filoni di discreto spessore, non superiore al metro.
Alcune porfiriti sono prive di fenocristalli ed hanno struttura microgranulare, mentre in altre la pasta di fondo può essere in tutto o in parte vetrosa, a seconda della velocità di raffreddamento del magma in risalita.

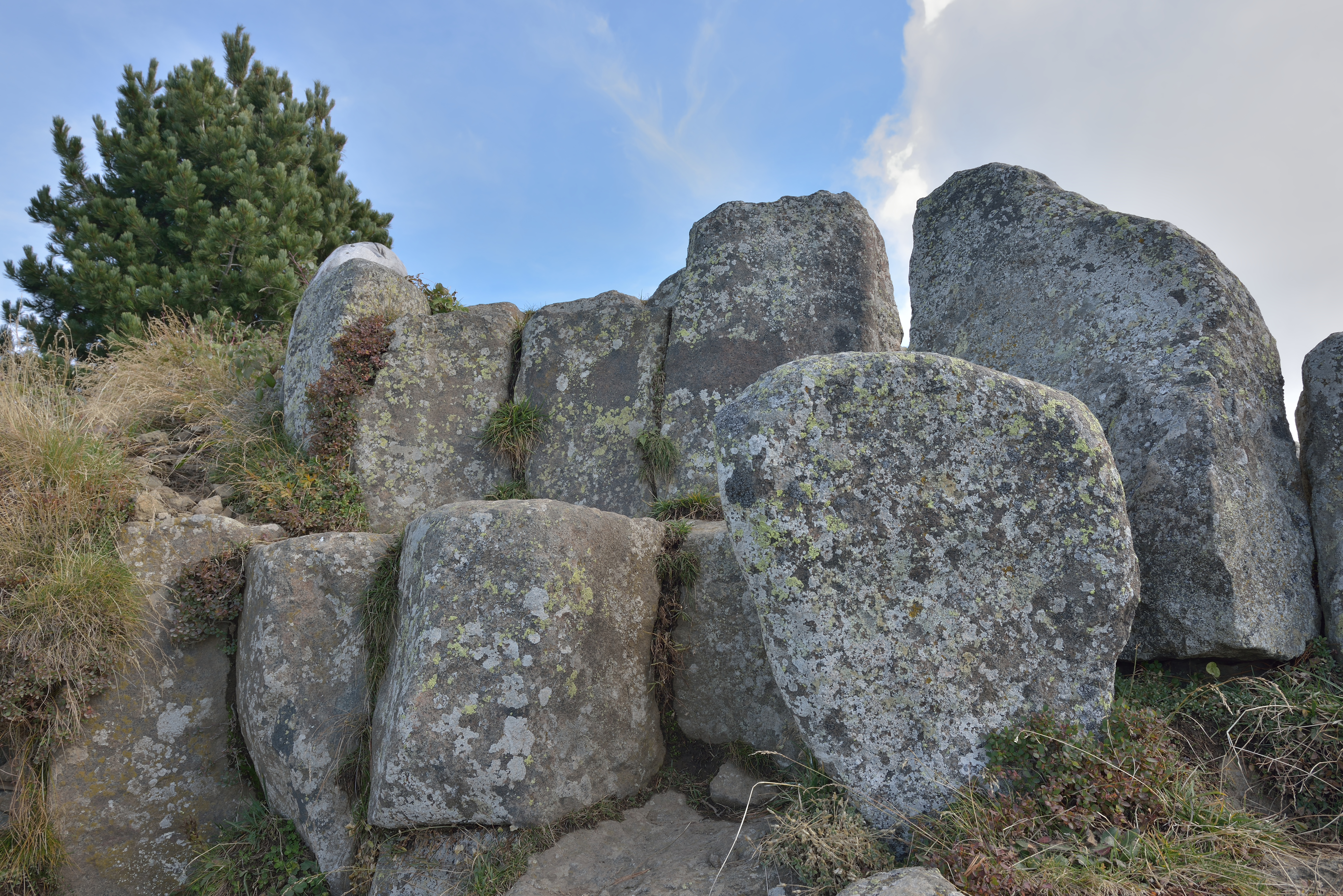

## Località di ritrovamento
Campioni i cui fenocristalli non superano il millimetro sono stati trovati nella Valle di Scalve, in provincia di Bergamo; nella Valle dei Zuccanti, in provincia di Vicenza; nell'Alpe di Siusi, nella provincia autonoma di Bolzano; sul Monte Martica, presso Induno Olona, in provincia di Varese e altri.